# KPackage
KPackage — менеджер пакетов, который входит в состав графической среды KDE. Позволяет управлять пакетами в операционных системах с установленным KDE, поддерживает пакеты *.deb *.rpm *.tgz *.tar.gz.
Обеспечивает графический интерфейс для управления, обновления существующих пакетов и получения и установки новых.
KPackage является частью модуля kdeadmin.